# 그레이트 필터
그레이트 필터(영어: Great Filter) 또는 대여과기 (大濾過機)는 페르미 역설의 맥락에서 "죽은 물질"이 시간이 지남에 따라 "지속되는 삶을 확장" 시키지 못하게 막는 것이다. 이 개념은 로빈 핸슨의 주장에서 관측 가능한 우주에서 외계 문명을 발견하지 못하면 진보된 지능 생명의 출현 가능성이 있다는 다양한 과학 분야의 주장 중 하나 이상이 잘못되었을 가능성을 암시한다; 이 관찰은 진보된 문명 (현재는 단 하나: 인간)이 실제로 관찰된 지능형 종의 작은 수에 지적 생명이 생길 수 있는 많은 수의 장소를 줄이기 위해 작용하는 "대여과기"의 개념으로 개념화된다. 우리 뒤 (우리의 과거)나 우리 앞 (우리의 미래)에 있을 수 있는 이 확률 임계값은 지능형 생명의 진화에 대한 장벽으로 작용할 수도 있고, 높은 가능성의 자기 파괴로 작용할 수도 있다. 이 관찰의 주된 직관적 결론은 삶이 우리의 무대로 진화하는 것이 더 쉬울수록 우리의 미래 가능성은 아마 희박할 것이다.

## 같이 보기
- 흑고니 이론
- 종말 논법
- 드레이크 방정식
- 최종 인류 원칙
- 세계 변동 위험
- 골디락스 원리
- 역 도박사의 오류
- 카르다쇼프 척도
- 신격변주의
- 보통 원리
- 희귀한 지구 가설
- 선택 편향

## 참고 도서
- Bostrom, Nick (Mar 2002). “Existential Risks: Analyzing Human Extinction Scenarios and Related Hazards”. 《Journal of Evolution and Technology》 9.
- Ćirković, Milan M.; Vesna Milosevic-Zdjelar (2003). “Extraterrestrial Intelligence and Doomsday: A Critical Assessment of the No-Outsider Requirement” (PDF). 《Serbian Astronomical Journal》 (166): 1–11.
- Ćirković, Milan M. (2004년 8월 27일). “Permanence - An Adaptationist Solution to Fermi's Paradox?”. arXiv:astro-ph/0408521.
- Ćirković, Milan M.; Robert J. Bradbury (Jul 2006). “Galactic Gradients, Postbiological Evolution and the Apparent Failure of SETI”. 《New Astronomy》 11 (8): 628–639. arXiv:astro-ph/0506110. Bibcode:2006NewA...11..628C. doi:10.1016/j.newast.2006.04.003.
- Ćirković, Milan M. (Jul 2008). “Against the Empire”. 《Journal of the British Interplanetary Society》 61: 246–254. arXiv:0805.1821. Bibcode:2008JBIS...61..246C.
- Ćirković, Milan M. (2008). 〈Observation selection effects and global catastrophic risks〉.   Nick Bostrom,Milan M. Ćirković. 《Global Catastrophic Risks》. Oxford University Press.
- Dvorsky, George (2007년 8월 4일). “The Fermi Paradox: Back with a vengeance”. Sentient Developments.
- Hanlon, Michael (2008). 《Eternity: Our Next Billion Years》. Palgrave Macmillan. ISBN 0-230-21931-4.